# Explosive
«Explosive» es una canción compuesta por Tonci Huljic en el 2004, que aparece en el disco bond Classified y arreglada por Eduard Botric y Tonci Huljic.

## Datos generales
Tiene una gran velocidad que se adquiere de un momento a otro; está interpretada por dos violines, una viola y un chelo que pertenecen a Haylie Ecker, Eos Chater, Tania Davis y Gay-Yee Westerhoff respectivamente.
Explosive además aparece en otro disco, titulado Explosive: The very best of bond. Este, es una compilación de los mejores temas de Bond además de algunos nuevos.

## Apariciones televisivas
Debido a que esta canción ha sido su mayor éxito, ha aparecido en diversos programas:
- Good Morning America E.U.A.
- Dancing with the stars Australia
- Live Sunrise Australia
- GTV Japón
- Fox News E.U.A.

## Además
Explosive tiene un video donde aparecen las cuatro artistas y un documental "como se hizo".
Fue interpretado también por la violinista Sue Son el semi-final Britain's Got Talent (Series 3)